# Peter Millar
Peter Millar é uma marca americana de alta-costura, prêt-à-porter, e apparel especializado em golfe, fundada em 2001 por Greg Oakley, Chet Sikorski, e Chris Knott.